# Sofus Christiansen
Sofus Christiansen (23. juni 1930 i Sønder Dalby – 12. december 2007) var en førende dansk geograf, professor, dr.phil. og i mange år ansat ved Københavns Universitets geografiske institut, hvor han udgjorde en af instituttets markante hovedkræfter.
Sofus Christiansen var en af drivkræfterne bag en "økologisk" tilgang til geografien: han fremhævede om nogen den betydning, som stof- og energikredsløb måtte tillægges ved analysen af det menneskelige virke, ikke kun hos landbrugere men tillige i jægersamfund.
Sofus Christiansen skrev en lang række artikler inden for dansk og udenlandsk geografi.

## Forfatterskab
- P. Andersen og M. Vahl: Klima- og Plantebælter; Tiende udgave ved Sofus Christiansen og Einar Storgaard; Gyldendal 1963
- Sofus Christiansen: "Subsistence on Bellona Island (Mungiki). A study of a Polynesian Outlier in the British Solomon Islands Protectorate. Annex med 12 kort-plancher"; Folia Geographica Danica, Tom XIII, 1975

### På internettet
- Sofus Christiansen: "Bølgekraft og kystretning. Eksempel på kystudformning i Det Sydfynske Øhav" (Geografisk Tidsskrift, Bind 57; 1958)
- Sofus Christiansen: "Wave-Power and the Djursland Coast" (Geografisk Tidsskrift, Bind 59; 1960)
- Sofus Christiansen: "Kopraproduktionen i Bismarck Arkipelet" (Geografisk Tidsskrift, Bind 62; 1963)
- Sofus Christiansen: "Rabaul, Bismarck Arkipelets hovedby" (Geografisk Tidsskrift, Bind 62; 1963)
- Sofus Christiansen: "The Lagoons of Nukuria and its Neighbour Atolls. A Field Reconnaissance" (Geografisk Tidsskrift, Bind 63; 1964)
- Sofus Christiansen: "Geografi som „human økologi„" (Geografisk Tidsskrift, Bind 66; 1967)
- Sofus Christiansen: "Arealbenyttelsen i primitivt landbrug på Bellona. En foreløbig rapport" (Geografisk Tidsskrift, Bind 66; 1967)
- Sofus Christiansen: "WORK AND JOURNEY TO WORK IN SUBSISTENCE AGRICULTURE - a case of cultivation of scattered areas on Rennell Island (Mugaba)" (Geografisk Tidsskrift, Bind 76; 1977) Arkiveret 8. december 2015 hos  Wayback Machine
- Sofus Christiansen: "Infield-Outfield Systems — characteristics and development in different climatic environments" (Geografisk Tidsskrift, Bind 77; 1978)
- Sofus Christiansen: "On Classification of Agricultural Systems — An Ecological Approach" (Geografisk Tidsskrift, Bind 78-79; 1979)
- Sofus Christiansen: "Geografisk Centralinstitut ved Københavns Universitet. En oversigt" (Geografisk Tidsskrift, Bind 83; 1983)
- Sofus Christiansen: "Ørkenspredningen i Sudan-Sahel regionen – et af tidens alvorlige problemer" (Geografisk Tidsskrift, Bind 88; 1988)
- Sofus Christiansen: "A New Attempt at an Ecological Classification of Land Utilization Systems" (Geografisk Tidsskrift, Bind 92; 1992)
- Sofus Christiansen: "Concentrational Agriculture: Types, Functions, and Derivation" (Geografisk Tidsskrift, Bind 96; 1996)
- Kjeld Rasmussen, Nina Larsen, Fatou Planchen, Jens Andersen, Inge Sandholt & Sofus Christiansen: "Agricultural systems and transnational water management in the Senegal River basin" (Geografisk Tidsskrift, Bind 99; 1999)
- Sofus Christiansen: "Flows of matter in a traditional heathland farm about 1840. An example from northern West Jutland, Denmark" (Geografisk Tidsskrift, Bind 101; 2001) Arkiveret 8. december 2015 hos  Wayback Machine

## Nekrolog
In memoriam of Sofus Christiansen 1930-2007, Professor of Geography at the University of Copenhagen and Vice-President of the Royal Danish Geographical Society (Geografisk Tidsskrift-Danish Journal of Geography, Vol. 108(2); 2008) (Webside ikke længere tilgængelig)